# Música tonal
O termo música tonal pode admitir dois sentidos, de acordo com o contexto e a acepção desejada para o termo:
- Em sentido lato, música tonal é toda música que apresenta uma tonalidade definida, ou seja, uma hierarquia entre as notas, os tons, os acordes e os sons utilizados, girando em torno de uma principal.[1][2][3] Assim, pode-se entender como tonal a música pentatônica, a música modal e mesmo a música ficta. Em outros termos, esse conceito engloba toda a música ocidental não atonal.[1]
- Mais estritamente, diz respeito à música que adota o chamado sistema tonal, que se baseia em estruturas funcionais determinadas, gerando um "percurso" harmônico e melódico com tensões e repousos mais complexos, por exemplo, que os da música modal.[3]

## Sistema tonal
A música fundamentada no sistema tonal (ver a segunda definição logo acima), de caráter tipicamente ocidental, tem suas origens no fim da Idade Média. Foi predominantemente utilizado até a segunda metade do século XIX. Sobretudo no século XX o sistema tonal passou por várias rupturas, tendo sido abolido da prática de alguns compositores e "relativizado" na de outros. Ainda é largamente utilizado, inclusive na música popular brasileira e passa por uma reintrodução na música erudita por parte de alguns compositores, como Penderecki e Arvo Pärt.
Para entender o sistema tonal, é preciso entender o que são escalas musicais. Pode-se fazer uma analogia com a física atômica e com a mecânica quântica: assim como um elétron num átomo de hidrogênio não pode ocupar qualquer posição ao redor do núcleo, mas apenas aquelas permitidas pelas equações da mecânica quântica, na música tonal não se utiliza o contínuo do espectro audível, mas apenas recortes de frequências definidas nesse espectro, que formam a escala cromática, matéria prima utilizada nesse tipo de música.
O teclado de um piano é um exemplo claro de que que apenas determinadas freqüências são utilizadas na música tonal. Assim como, no átomo de hidrogênio, o elétron pode saltar de um nível quântico para outro, mas não pode ficar entre dois níveis quânticos consecutivos permitidos pela teoria, no teclado do piano o menor salto que podemos dar (o menor intervalo possível) é o de um semitom (meio tom). Entre qualquer tecla do piano e a tecla adjacente, para cima ou para baixo, há uma infinidade de outras frequências que são descartadas pela música tonal em função de um tipo de organização e hierarquização. Por exemplo, há uma tecla preta entre o dó e o ré, que é a tecla dó sustenido ou ré bemol. Também não há nenhuma tecla ente o mi e o fá, nem entre o dó e o si que começa a escala seguinte. Na verdade, dó sustenido e ré bemol não são a mesma nota para um violinista, por exemplo, ou para um cantor. O que acontece é que, nos instrumentos de teclado que vêm sendo construídos desde a era de Johann Sebastian Bach, adota-se uma afinação chamada de temperada, em que todas as teclas estão ligeiramente desafinadas (exceto o lá fundamental), para fazer o dó sustenido coincidir com o ré bemol. Assim, a oitava fica subdividida em 12 notas, formando aquilo que nós chamamos de escala cromática.
Na música tonal não são usados aleatoriamente todos os sons da escala cromática. Algumas dessas notas, dependendo da escala, serão usadas de forma estratégica, de acordo com uma hierarquia interna à tonalidade. As notas não pertencentes à escala também serão usadas, mas como "tempero" ou "colorido" na música. De fato essas notas são chamadas notas cromáticas (do grego croma, que significa cor). Note-se que, na escala de dó maior, a distância entre uma nota e a seguinte é de um tom, exceto entre o mi e o fá, e entre o si e o dó da oitava seguinte, que é de meio tom. Para construir uma escala que soe melodicamente igual à escala de dó maior, mas começando na nota ré, usam-se as notas ré-mi-fá#-sol-lá-si-dó# - é necessário acrescentar sustenidos, de contrário a escala não soará melodicamente igual à escala de dó maior. Repare que na escala de ré maior, a distância entre a terça e a quarta (fá#-sol), bem como a sétima e a prima (dó#-ré), a distância é novamente de meio tom.
Cada grau da escala recebe um nome especial:
1. tônica
2. sobretônica
3. mediante
4. subdominante
5. dominante
6. sobredominante
7. subtônica ou sensível (este último nome só é aplicavel em alguns momentos)

Assim, na escala de ré maior, ré é a tônica, fá sustenido é a mediana, lá é a dominante.
Toda escala maior tem sua relativa menor. A tônica da relativa menor está uma terça menor abaixo da tônica da escala maior. Uma terça menor abaixo do dó está o lá; portanto, a relativa de dó maior é lá menor. Assim, a relativa de ré maior é si menor, a relativa de mi maior é dó sustenido menor, etc.
A escala menor pode assumir diversas formas, de acordo com as necessidades compositivas, daí, surgem nomes como escala menor natural',  harmônica, melódica ou bachiana. A escala menor natural tem as mesmas notas da escala sua relativa maior (por exemplo, temos do maior: do-re-mi-fa-sol-la-si-do e la menor; la-si-do-re-mi-fa-sol-la). A escala menor melódica nasce da necessidade de se aplicar as funções tonais na escala menor natural, para isso, utiliza-se o primeiro tetracorde da escala menor (tom-semitom-tom) e o segundo tetracorde da escala homônima maior (tom-tom-semitom), quando em escala ascendente, e a escala menor natural quando em escala descendente (daí temos, por exemplo, Mi menor melódica: mi-fa#-sol-la-si-do#-re#-mi-re-do-si-la-sol-fa#-mi). A escala bachiana também utiliza o princípio da escala menor melódica, mas aplica o tetracorde maior também na escala descendente (Mi menor bachiana: mi-fa#-sol-la-si-do#-re#-mi-re#-do#-si-la-sol-fa#-mi). Já a escala menor harmônica constitui apenas na elevação do sétimo grau da escala natural (o que é válido tanto para a escala ascendente quanto para a descendente), o que leva à presença de uma segunda aumentada entre o sexto e o sétimo graus, gerando uma estranheza na escuta.
Para determinar a tonalidade de um trecho musical, verifica-se a armadura de clave, que é uma sequência de sustenidos ou bemóis logo após a clave no início de uma partitura. Por exemplo: se logo após a clave estão os bemóis para as notas: si-mi-lá-ré, sabe-se que a música é da tonalidade de lá bemol maior, ou de fá menor. Numa tonalidade com bemóis, é o penúltimo bemol que determina a tonalidade caso seja maior, e no caso dos sustenidos a tonalidade maior é sempre um semitom acima do último sustenido. Uma armadura sem acidentes designa tonalidade de dó maior (ou lá menor), e com um bemol designa tonalidade de fá maior (ou ré menor).
O sistema tonal foi fortemente utilizado na música ocidental por vários séculos, tendo sofrido uma ruptura apenas na segunda metade do século XIX. Uma obra marcante é a versão que Richard Wagner compôs para Tristão e Isolda - em ópera que estreou em 1865. Em três horas e meia de música, Wagner provou que era possível compor música expressiva e até mesmo apaixonada completamente fora do sistema tonal - a tonalidade nunca se define em Tristão e Isolda. Lá pelo começo do século XX, muitos compositores começaram a achar que o sistema tonal estava esgotado. A partir daí, muitos compositores passaram, cada um à sua maneira, a questionar o sistema tonal. Debussy utilizou a escala hexatônica simétrica, ou escala de tons inteiros; mais tarde Arnold Schoenberg criou o dodecafonismo. Entretanto, nem todos os compositores eruditos do século XX abandonaram o sistema tonal, ainda bastante presente em obras de compositores como Prokofiev, Shostakovitch, Kodály, Joaquín Rodrigo e, mais recentemente, Arvo Pärt e Krzysztof Penderecki.
Muitos músicos e musicólogos tentaram atribuir às tonalidades um caráter, expressão ou colorido especial. Não se pode determinar de um modo absoluto o caráter de cada tom, pois isso depende de reações subjetivas de cada indivíduo. Contudo, alguns musicólogos, como Gevaert e Lavignac, caracterizam os tons de acordo com a tabela que apresentamos a seguir. Seguimos aqui a seguinte ordem, de fácil compreensão aos músicos: começando com seis sustenidos (fá sustenido maior), vamos diminuindo um sustenido (ou bemolizando) a cada passo, de forma que a tônica cai uma quinta a cada passo:
Tons maiores
| fá sustenido maior - pentatônico, rude (6 sustenidos) |
| si maior - enérgico (5#)                              |
| mi maior - brilhante, forte (4#)                      |
| lá maior - sonoro (3#)                                |
| ré maior - alegre, vivo (2#)                          |
| sol maior - campestre, rústico (1#)                   |
| dó maior - simples, natural                           |
| fá maior - rústico, nobre (1 bemol)                   |
| si bemol maior - nobre, elegante(2b)                  |
| mi bemol maior - enérgico, sonoro (3b)                |
| lá bemol maior - suave, meigo, brilhante (4b)         |
| ré bemol maior - cheio de encanto, suave (5b)         |
| sol bemol maior - doce e calmo, mas brilhante (6b)    |

Tons menores
| sol sustenido menor - muito sombrio, elevado (5#)         |
| dó sustenido menor - brutal, sinistro, muito sombrio (4#) |
| fá sustenido menor - rude, aéreo (3#)                     |
| si menor - selvagem ou sombrio, mas enérgico (2#)         |
| mi menor - triste, agitado (1#)                           |
| lá menor - simples, triste                                |
| ré menor - sério, concentrado (1b)                        |
| sol menor - melancólico, agitado (2b)                     |
| dó menor - dramático, violento (3b)                       |
| fá menor - triste, melancólico (4b)                       |
| si bemol menor - fúnebre ou misterioso, mas agitado (5b)  |
| mi bemol menor - pentatônico, profundamente triste (6b)   |
| lá bemol menor - lúgubre, aflito                          |

É preciso deixar bem claro que a tonalidade sozinha não determina o caráter de um trecho musical. Assim, por exemplo, a Quinta Sinfonia de Beethoven tem um caráter dramático e violento, assim como a Sonata Patética, o Concerto para Piano no. 3 e outras peças de Beethoven e Mozart escritas nessa mesma tonalidade (dó menor). No entanto, o Concerto para piano no. 2 de Rachmaninoff é uma peça romântica clara e luminosa, onde não há o menor sinal de angústia ou qualquer sentimento opressivo - e está escrito em dó menor, a mesma tonalidade da Quinta Sinfonia de Beethoven.
A tonalidade de ré menor tinha um significado dramático especial para Mozart, que escreveu nesta tonalidade a ária da Rainha da Noite no segundo ato de A Flauta Mágica, Der Hölle Rache kocht in meinem Herzen (A vingança do inferno coze no meu coração) e a ária de Electra em Idomeneo, Tutte nel cor vi sento, furie del crudo averno (Eu sinto no peito todas as Fúrias do inferno), nas quais predomina o ódio e o desejo de vingança. A tonalidade de ré menor também está intimamente associada à ópera Don Giovanni, em que ela aparece logo no começo da abertura, e na cena final, em que o espírito do comendador aparece para arrastar a alma de Don Giovanni para o inferno. Por fim, ré menor é a tonalidade da última obra de Mozart, a Missa de Requiem.
A tonalidade de ré menor mostra também seu caráter lúgubre, por exemplo, no quarteto "A Morte e a Donzela" (Der Tod und das Mädchen) de Schubert (D. 810)
A Sonata no. 2 em si bemol menor ("Marcha Fúnebre") de Chopin atesta o caráter fúnebre e misterioso dessa tonalidade.
Há uma qualidade heróica associada à tonalidade de mi bemol maior, a tonalidade da Sinfonia Eroica de Beethoven, e do Concerto para Piano no. 5 ("Imperador").
O musicólogo Sir Denis Forman, autor de A Night at the Opera, ao comentar a cena pastoral no segundo ato de Orfeu e Eurídice de Gluck (Dança dos Espíritos Abençoados), nota que ela está escrita em fá maior, "o que era de rigueur para todas as cenas pastorais" naquela época, "ninguém sabe por que". A Sinfonia Pastoral (6a) de Beethoven também está escrita na mesma tonalidade.
Embora uma melodia possa ser tocada em qualquer tonalidade, e muitas vezes se transporte uma melodia de um tom para outro para facilitar sua execução por uma voz ou instrumento diferente, a escolha da tonalidade não é indiferente, e o próprio Beethoven era de opinião que as tonalidades têm sim, cada uma delas, um caráter próprio.
Uma outra coisa que deve ficar bem clara é que o caráter expressivo do sistema tonal não implica de maneira nenhuma que seja impossível escrever música altamente expressiva fora dele. Assim, Debussy escreveu música altamente expressiva fora do sistema tonal. A partitura de Tristão e Isolda de Wagner é universalmente reconhecida como de alto impacto emocional, no entanto sua tonalidade é altamente duvidosa ou inexistente.

## Transporte
Transportar uma peça de música significa executá-la ou transcrevê-la numa tonalidade diferente da original. Isto muitas vezes é feito para permitir a execução de uma peça musical por uma voz diferente ou um instrumento diferente. O transporte pode ser escrito ou mental. No transporte mental, que é mais difícil, o cantor ou instrumentista simplesmente lê uma nota mas canta ou executa outra, subindo ou descendo alguns graus. É óbvio que os intervalos entre cada nota e a seguinte da linha melódica têm que ser mantidos, para que a melodia não se altere. No transporte escrito, que é bem mais fácil, alguém já fez isso para ele.

## Tonalidades vizinhas
Um outro conceito muito importante de se entender quando se aborda a música tonal é o conceito de tonalidades vizinhas. Definição: Diz-se que duas tonalidades são vizinhas uma da outra quando ambas têm o mesmo número de alterações, ou uma alteração a mais, ou uma alteração a menos. Exemplo: mi maior e lá bemol maior são vizinhas: a primeira tem 4 sustenidos; a segunda tem 4 bemóis. Mi maior (4 sustenidos) também é vizinha de lá maior (3 sustenidos) e si maior (5 sustenidos). Dó maior não tem nenhuma alteração; suas vizinhas são sol maior (1 sustenido) e fá maior (1 bemol), e suas respectivas relativas menores. Dó maior não é vizinha de ré maior, já que ré maior tem dois sustenidos a mais.
Chama-se uma modulação uma súbita mudança de tonalidade no interior de um trecho musical. Os compositores do classicismo musical (Gluck, Haydn, Mozart), ao modularem, modulam geralmente para uma tonalidade vizinha ou para a relativa menor.

## A forma de sonata e a música tonal
A forma sonata está intimamente relacionada com o conceito de tonalidade. Essa forma simplesmente não poderia existir fora do sistema tonal. Uma peça em forma sonata possui geralmente um tema principal e um segundo tema que, prescindindo ou não de introdução, é exposto o primeiro tema na tonalidade principal. A seguir, ouve-se um segundo tema. Se a tonalidade principal for maior, no segundo tema é comum o emprego da tonalidade da dominante do primeiro. Se a tonalidade principal for menor, costuma-se destacar, no segundo tema, a tonalidade relativa maior.
A primeira parte da sonata, na qual são expostos ao ouvinte os temas, é chamada exposição. Após a exposição, segue-se a seção conhecida por desenvolvimento. Nela, o compositor, mesmo que se afaste da tonalidade principal, remete aos temas expostos anteriormente, explorando outras possibilidades de encaminhamento melódico, rítmico e harmônico não trabalhadas na exposição. A seção de desenvolvimento geralmente se encerra com a volta à tonalidade principal. Na seção seguinte, chamada recapitulação, ouve-se de novo o primeiro e o segundo temas. Frequentemente, nesse trecho soam ambos os temas na tonalidade principal, como uma espécie de relaxamento da tensão que foi gerada. É comum que a peça termine no acorde de tônica.
Alguns autores preferem falar em "primeiro material temático" e "segundo material temático", em vez de de primeiro e segundo tema, já que um "tema" pode consistir de várias melodias ou motivos.
O estudo das 32 sonatas para piano de Ludwig van Beethoven fornece abundantes dados sobre a forma de sonata no apogeu do seu desenvolvimento histórico.